# Rhadine sprousei
Rhadine sprousei is een keversoort uit de familie van de loopkevers (Carabidae). De wetenschappelijke naam van de soort is voor het eerst geldig gepubliceerd in 2004 door Reddell and Cokendolpher.